# 이마시
이마시(한국어: 의마시, 중국어: 义马市, 병음: Yìmǎ Shì)는 중화인민공화국 허난성 싼먼샤 시의 현급 행정구역이다. 넓이는 112km2이고, 인구는 2007년 기준으로 170,000명이다.

## 기후
연평균 기온은 12.4℃이고 연평균 강수량은 666mm이다.

## 행정 구역
7개 가도를 관할한다.
- 가도: 千秋路街道, 朝阳路街道, 新义街街道, 常村路街道, 泰山路街道, 新区街道, 东区街道.